# Марк Лорънсън
Марк Томас Лорънсън (на английски: Mark Thomas Lawrenson) е бивш английски футболист, а сега е коментатор за BBC.
Лорънсън е роден в град Престън, графство Ланкашър на 2 юни 1957 г. и започва своята кариера в Престън Норт Енд като е играл и в Брайтън преди да подпише през август 1981 г. с водения от Боб Пейсли отбор Ливърпул за рекордната по това време сума от 900 000 паунда.
Алан Хансен и Марк Лорънсън печелят слава като един от най-добрите защитни тандеми в историята на английския футбол. С екипа на Ливърпул Лорънсън изиграва 332 срещи и вкарва 17 гола, печели пет пъти титлата в Англия, веднъж Купата на европейските шампиони и Купата на Футболната асоциация, както и три пъти Купата на лигата.
Лорънсън има 39 мача за националния отбор на Република Ирландия.
През март 1988 г., когато е на 30 години, той прекратява преждевременно своята състезателна кариера поради контузия в ахилеса. След това става треньор на Оксфорд и работи заедно с Кевин Кигън като треньор на защитата в Нюкасъл Юнайтед.